# Фонбет
«Фонбе́т» — российская букмекерская компания. Основана в 1994 году шахматистом-гроссмейстером Анатолием Мачульским. По состоянию на 2021 год компания является крупнейшим букмекером России по размеру выручки. Считается старейшей букмекерской компанией в России.

## История

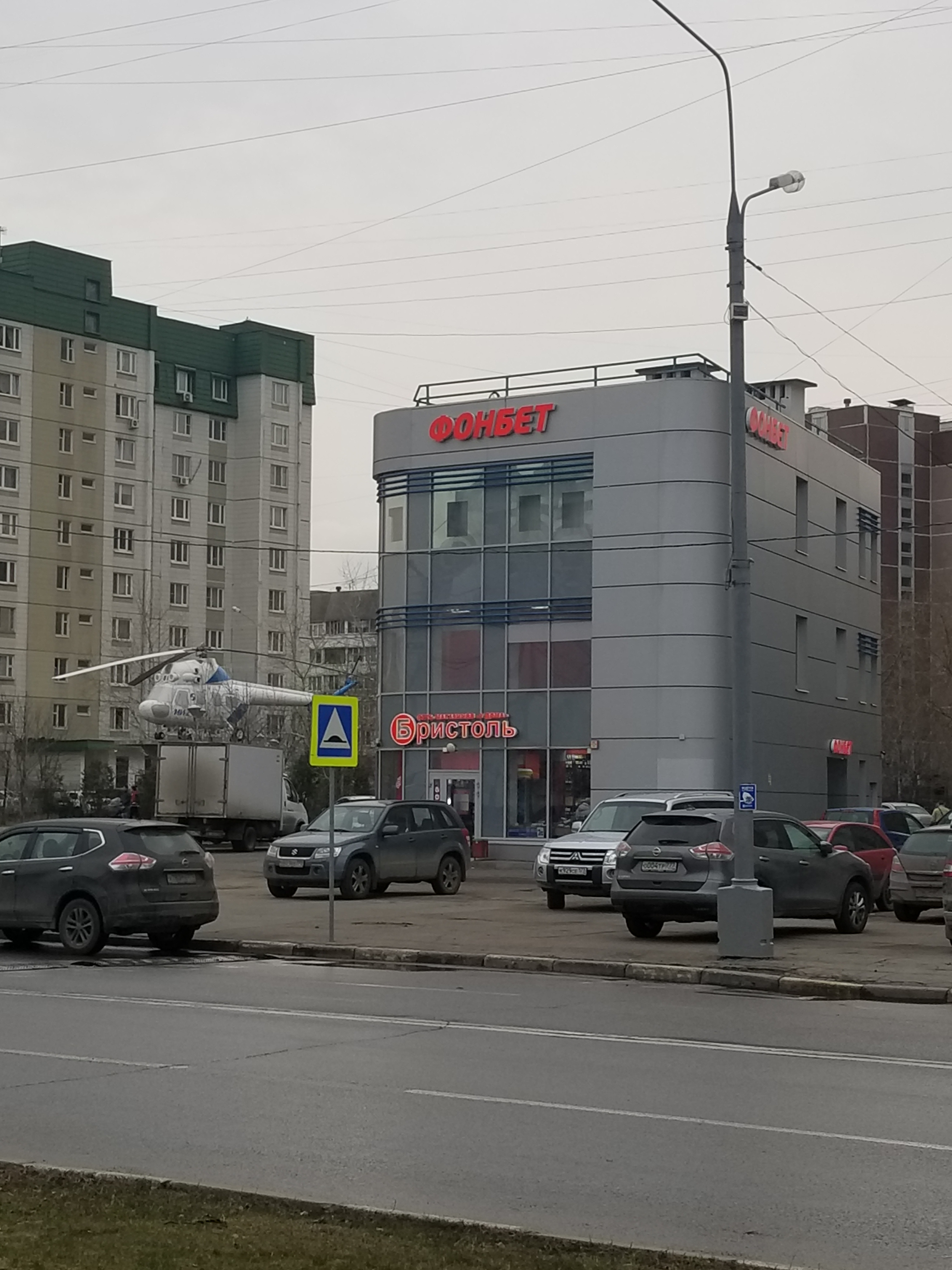
Букмекерская контора «Фонбет» на улице Авиаконструктора Миля в Москве

В 1994 году шахматистом-гроссмейстером Анатолием Мачульским была основана компания «Ф.О.Н.». Мачульский «ещё в советское время считался большим специалистом по азартным играм среди шахматистов», а также выходцем из игорной индустрии Вадимом Сидоровым и банкиром Андреем Розовым.
Первый пункт приёма ставок открылся в Москве у станции метро «Улица 1905 года». В 1995 году число пунктов возросло до пяти, процесс приёма и обработки ставок стал компьютеризированным. В 1997 году компания запустила веб-сайт, а в 1998 году начался приём ставок через интернет (для того времени это было инновационно — только зарождались будущие ведущие российские интернет-компании).
В 1998 году открылся филиал в Санкт-Петербурге. К 2003 году сеть пунктов приёма ставок насчитывала более 100 филиалов в городах России и стран СНГ. Компания начала издавать еженедельную газету «На ФОНе спорта» со спортивной информацией.
В 2009 году было реформировано отраслевое законодательство, вступил в действие Федеральный закон РФ от 29 декабря 2006 г. № 244-ФЗ «О государственном регулировании деятельности по организации и проведению азартных игр и о внесении изменений в некоторые законодательные акты Российской Федерации». Деятельность игорного бизнеса была ограничена 4 специальными зонами, а букмекерам позволили принимать ставки на события, на исход которых они повлиять не могут. Вместо аннулированных лицензий от Министерства спорта, выдаваемых ранее на каждый пункт приёма ставок, Федеральная налоговая служба (ФНС) стала выдавать единую лицензию на компанию. Компания «Ф.О.Н.» стала одной из 10 букмекерских компаний, получивших новую лицензию в 2009 году.
В 2011 году компания вошла в число членов Первой саморегулируемой организации букмекеров России. 10 февраля 2016 года по своей инициативе компания вышла из членов всероссийского сообщества букмекеров, выполнявшего также и третейские арбитражные функции. В том же году компания вошла в созданную по её инициативе Саморегулируемую организацию «Ассоциация букмекерских контор», объединяющую ряд организаторов азартных игр в букмекерских конторах России.
В 2014 году компания провела ребрендинг, сменила название «Ф.О.Н.» на «Фонбет» и внедрила новую цветовую гамму в символике. В том же году Госдума разрешила делать ставки в интернете.
С 2015 года БК «Фонбет» в целях привлечения новых клиентов активно расширяет сеть букмекерских клубов в крупных городах. С 2018 года (с Чемпионата мира по футболу в России) компания активизировала проведение промоакций и предложение бонусов. Растущая линейка букмекерских ставок компании включала в игровую линию новые для БК «Фонбет» виды ставок как в традиционных видах спорта, так и в иных.
В марте 2020 года Минэкономразвития РФ по критериям годовой выручки, размера налоговых отчислений и численности персонала включил букмекера «Фонбет» под номером 76 в обновлённый список 646 системообразующих организаций экономики России, которые имеют право на государственную финансовую помощь в период экономического кризиса в связи с пандемией коронавируса. «Фонбет» оказался единственным букмекером в списке. Причисление букмекерской компании к «системообразующим предприятиям» вызвало возражения Генпрокуратуры и Минфина РФ, и после их критики Минэкономразвитие глобально пересмотрел подход к формированию списка. В своём заявлении «Фонбет» сообщал, что попал в список автоматически как крупный налогоплательщик и работодатель, но затем «предпринял все возможное, чтобы добровольно выйти из этого списка». Компания указала, что ей «не требуется финансовая помощь от государства, так как компания оптимизировала расходы» и создала собственную программу финансовой поддержки социальных учреждений в России на фоне пандемии.
С 2020 года воспользоваться услугами компании могут игроки из Беларуси, России и Казахстана. Регистрация на международном сайте закрыта, сайт заморожен.
В феврале 2022 года «Фонбет» предложил более 10 млрд рублей за статус официального букмекера Российской премьер-лиги.
В апреле 2022 года спортивный сайт «Рейтинг Букмекеров» опубликовал информацию, что 11 апреля на сайте «Фонбет» было изменено юридическое лицо. Новым владельцем стало ООО «Пин-ап.ру», также изменился адрес сайта. Параллельно в ООО «Пин-ап.ру» сменился бенефициар, им стал Александр Удодов, до этого ставший единственным акционером букмекера Paribet (позднее переименованного в PARI).

## Игровой процесс
Делать ставки можно лично в пунктах приёма ставок (ППС) и удалённо по интернету, в том числе с помощью мобильных приложений. Требуется предъявление паспорта или указание паспортных данных. Принимаются ставки более чем на 50 видов спорта и некоторые дисциплины киберспорта. Ранее в линии фигурировали события из мира культуры и политики, однако заключение таких пари было приостановлено после вступление в силу поправок в «Закон о государственном регулировании деятельности по организации и проведению азартных игр» в июле 2020 года.
Ставки могут быть на отдельные события, а также на определённый исход серии событий (в том числе из разных видов спорта), объединяемых в одну ставку — выигрыш в этом случае может быть значительно выше. Игроку нужно предъявить паспорт и платить подоходный налог с выигрышей более 15 000 рублей.
Компания принимает меры по борьбе с договорными матчами, имеет соглашения и обменивается данными со спортивными лигами, участвует в работе специализированных отраслевых ассоциаций. В числе последних: Система раннего предупреждения FIFA (EWS-FIFA), «Группа целостности тенниса» (Tennis Integrity Unit), Европейская ассоциация спортивной безопасности (ESSA). Также «Фонбет» сотрудничает с европейским расследовательским бюро Federbet, и при наличии сомнений в честном исходе матча аннулирует выплаты.

## Финансовые показатели
ФНС низ-за невозможности определить прибыль букмекерских компаний перевела все отраслевые организации на вменённый налог: «Фонбет», как и другие букмекеры, выплачивает по 14 тысяч рублей в месяц с каждого ППС, до 250 тысяч рублей в год за процессинговый центр, где происходит единый учёт ставок и расчет выигрышей, и от 2,5 млн до 3 млн руб. в месяц за процессинговый центр, обрабатывающий интерактивные ставки. Также с 2017 года все букмекеры платят отчисления на развитие профессионального спорта — по 60 млн рублей в год. Общая сумма выплаченных налогов в бюджет за 2020 года превысила 2 млрд рублей.
По оценке «Метарейтинга», в 2020 году «Фонбет» показал среди российский букмекеров наибольшую выручку и чистую прибыль: доход составил 52,19 млрд рублей (на 14 млрд больше, чем в 2019 году), прибыль увеличилась с 19,4 до 23,3 млрд.
По данным Nice-Bets, в 2023 году «Фонбет» увеличил оборот дохода на 94,6 % по отношению к предыдущему 2022 году: доход составил 365,4 млрд рублей, чистая прибыль составила 59,2 млрд рублей.

## Собственники и руководство
Генеральный директор компании — Александр Парамонов.
В 2014 году основатели «Фонбета» вышли из бизнеса, продав компанию Максиму Кирюхину, который до этого был крупнейшим франчайзи компании. В декабре 2017 года Максим Кирюхин снизил долю владения до 8,67 %. На начало 2020 года 65,5 % компании принадлежали кипрскому холдингу, 10 % — бизнесмену Сергею Тетруашвили, 8,33 % — экс-депутату Госдумы от ЛДПР Станиславу Магомедову, 8 % — общественнице Ирине Бородиной.
К середине апреля купивший букмекерские конторы «Фонбет» и «Парибет» бывший зять премьер-министра РФ Михаила Мишустина Александр Удодов. Незадолго до покупки «Фонбет» на 4 дня отключили от «Единого центра учёта платежей», который выполняет роль посредника между интернет-игроком и букмекерской компанией, тем самым фактически приостановив его работу. Также на сомнительных сайтах и в телеграм-каналах появлялись сообщения, что букмекеры финансируют российскую или украинскую армии. 26 апреля перестал быть владельцем обеих компаний, новым вледельцем The Bell со ссылкой на источники и косвенные свидетельства назвал бизнес-партнёра жены Удодова и трубного трейдера Александра Карманова.

## Спонсорство
- Российские спортивные федерации и лиги: с 2017 года эксклюзивный партнер КХЛ[28][29], ФНЛ (2015—2018)[30], ПФЛ (2017—2018)[31], АМФР (2016—2017)[32] .
- Спонсор Российского футбольного союза и национальной сборной России по футболу на чемпионате мира 2018 года.
- Команда по экстремальному автоспорту Фонбет Trophy (2016)[33].
- Телеигра «Что? Где? Когда?» (2015—2017).
- Чемпионат мира по хоккею с шайбой 2017[34].
- Чемпионат и Кубок России по пляжному футболу (2017—2018)[35].
- Вице-чемпион мира по шахматам Сергей Карякин (2017—2018)[36][37].
- С 2017 года компания работает на Кипре и до 2020 года спонсировала кипрский футбольный клуб «Омония».
- С 2019 года — официальный спонсор хоккейного клуба «Барыс» (Астана)[38].
- С 2019 года официальный партнер ХК Авангард (Омск)[39].
- С 2020 года — официальный спонсор ПФК ЦСКА[40].
- С 2021 года — беттинг-партнер футбольных клубов "Реал" Мадрид[41], "Милан"[42] и Пари Сен-Жермен[43].
- С 2021 года — главный партнер казанского «Рубина»[44].
- C 2021 года — официальный партнер ФК «Локомотив» (Москва)[45].
- С 2021 года — официальный партнер ХК «Динамо» Минск[46].
- С 2021 года — титульный партнер ФК БАТЭ (Борисов)[47].
- В 2021 году амбассадорами Фонбет стали комментаторы Василий Уткин[48] и хоккеист Александр Овечкин[49].
- В сезоне 2021/22 годов — спонсор хоккейного клуба «Динамо» Москва[50].
- С 2021 года — официальный спонсор хоккейных клубов «Салават Юлаев»[51], «Адмирал»[52], «Витязь»[53], «Северсталь»[54].
- Спонсор медиафутбольной команды 2DROTS[55].
- С 2022 года титульный спонсор ПФК «Крылья Советов»[56].
- С 2022 года — генеральный партнер ФК «Химки»[57].
- С 2023 года титульный спонсор ФК «Акрон»[58].
- 2023 — спонсорское соглашение с киберспортивной организацией MOUZ и GamerLegion.

## Критика
Компания периодически подвергается критике. Конструктивное разрешение споров и конфликтов существенно затрудняется из-за недостаточной компетентности сотрудников «горячей линии», невозможности прямого личного обращения клиентов в компанию и анонимности её функционеров, ведущих коммуникацию через колл-центр и сетевую переписку с клиентами. Третейское урегулирование споров и конфликтов клиентов с букмекером возможно через специальную форму «Приём жалоб» интернет-сайта СРО «Ассоциация букмекерских контор», а также в судебном порядке.
При рассмотрении исков клиентов к компании в суде линия защиты состоит в том, что в силу пункта 1 статьи 4 Федерального Закона N 244-ФЗ, «азартная игра осуществляется по правилам, установленным организатором азартной игры». Таким образом, законодатель предоставил организатору азартной игры право самостоятельно устанавливать условия, порядок и особенности её проведения, определения выигрыша или проигрыша. На этом основании компания в отдельных случаях отменяла крупные выигрыши клиентов по событиям, остальные ставки по которым рассчитывались в обычном порядке. Судебная практика по искам к компании такова, что не было опубликованного факта, когда компания проиграла кому-либо из своих клиентов в суде. Комментарии для СМИ по конфликтным компания обычно не предоставляет.
В феврале 2014 года «Известия» указывали, что крупнейший букмекер России был фигурантом уголовного дела. Прокуратура Москвы признала законным расследование в отношении ЗАО «Ф. О. Н.», которое, как полагало следствие, было организатором нелегальной игорной сети в интернете. Позже Бутырский районный суд установил, что противоправные действия были совершены физическим лицом, использовавшим арендуемое ЗАО «Ф. О. Н» помещение с целью незаконной организации и проведения азартных игр с использованием сайта fonbet.com, к которому ЗАО «Ф. О. Н» отношения не имело.
Редакция специализированного издания Intelbet в 2017 году обращала внимание на аннулирование выигрышной ставки и отказ компании «Фонбет» выплачивать крупный выигрыш по событию, по которому официально не было установлено факта неспортивной борьбы и матч не признавался договорным, а его признанные результаты были указаны на официальных спортивных сайтах. Редакция Intelbet усматривала в этом случае противоречие действий компании «Фонбет» её собственным правилам. Критиковался также отказ юристов компании «Фонбет» предоставить прессе и общественности объяснения по данному случаю, рассматривавшемуся в суде.

## Рейтинги, исследования, награды
- «Фонбет» заняла 1-е место в рейтинге букмекеров Forbes за 2020 год. Компании ранжировались по выручке и прибыли[62].
- По итогам 2020 года БК «Фонбет» стала лидером по выручке и прибыли (52,19 миллиардов рублей) среди российских букмекеров согласно исследованию Metaratings[63].
- Гран-при Премии РБ («Рейтинг Букмекеров») «Букмекер года» в 2021 году[64] и 2022 году[65].
- По итогам первого полугодия 2021 года сайт букмекерской конторы «Фонбет» самым посещаемым среди всех лицензированных российских букмекеров с совокупным трафиком 45,523 миллионов посетителей, согласно исследованию SportClan[66].
- По данным журнала GPWA Times «Фонбет» вошла в ТОП-10 популярных беттинг-сайтов Европы.